# França nos Jogos Olímpicos de Verão de 1956
A França participou dos Jogos Olímpicos de Verão de 1956 em Melbourne, na Austrália.